# Yuppie

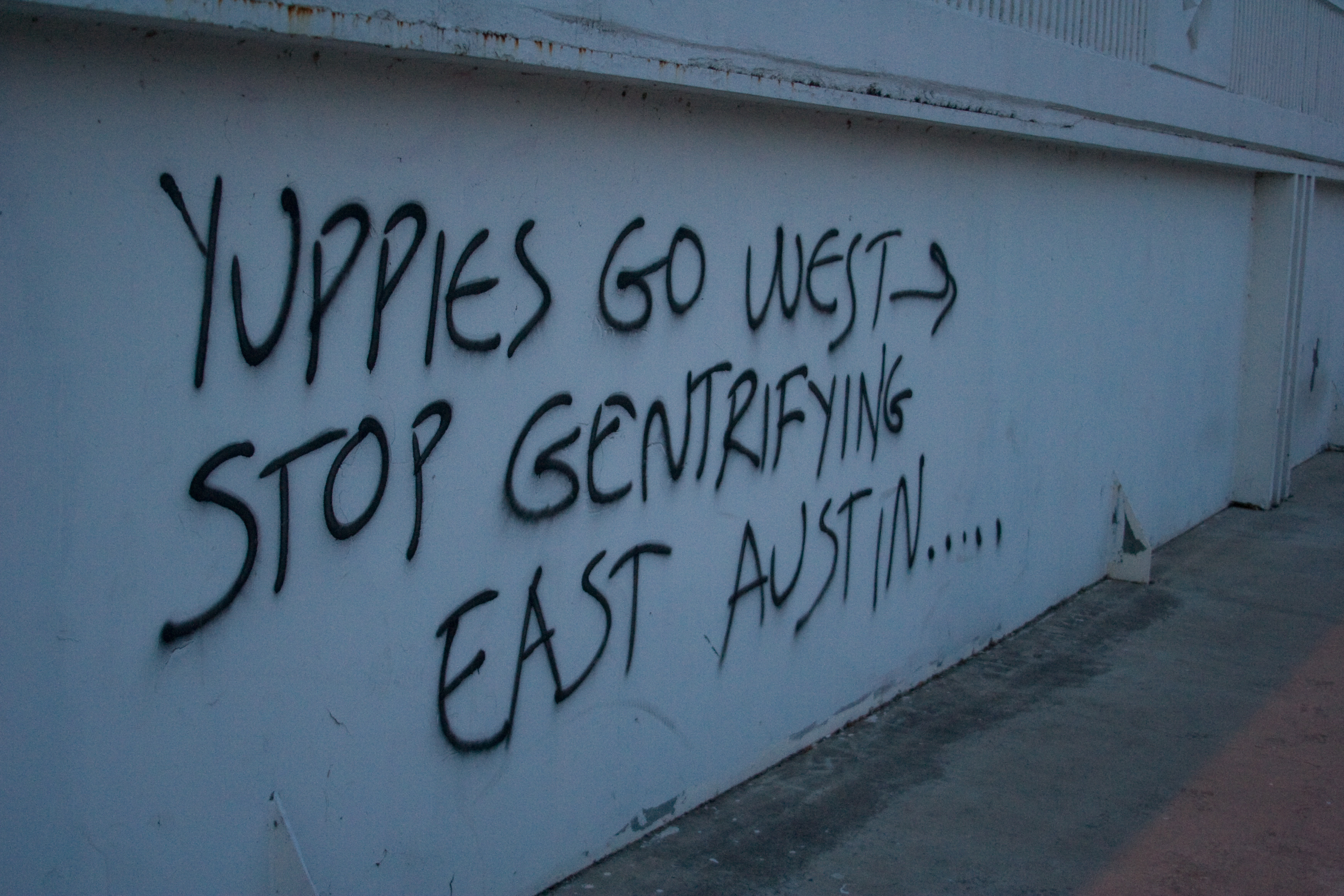
Một bức vẽ graffiti có nội dung Yuppies đi về phía Tây, ngừng nhẹ nhàng hóa ở phía Đông Austin như một lời chỉ trích về chỉnh trang đô thị sự và lối sống Yuppie ở Texas.

"Yuppie" (/ˈjʌpi/là từ viết tắt của "young urban professional" hoặc "young upwardly-mobile professional") là một thuật ngữ được sử dụng vào đầu những năm 1980 cho những người trẻ có chuyên môn làm việc ở thành thị.

## Các đặc điểm
Tác giả và nhà bình luận chính trị Victor Davis Hanson đã viết:
Chủ nghĩa "yuppie" không giải thích được hoàn toàn bởi thu nhập và địa vị. Đúng hơn, nó là xu hướng văn hoá cuối thế kỷ 20 của những người trẻ tuổi có chuyên môn tự trau dồi, có mức lương tốt, yêu thích các nét văn hoá và tư tưởng của cuộc sống thành thị sành điệu, họ thường lạc quan, có khả năng đối đầu với phần lớn các thử thách và vấn đề khó khăn của một miền Trung nước Mỹ kém thịnh vượng và nhiều thiển cận. Một người đàn ông yuppie là một người có công việc lương tốt trong ngành kỹ thuật, luật, tài chính, giáo dục hoặc cố vấn trong một trung tâm văn hoá, có gu thời trang sành điệu, diện mạo phong cách, có học vị, được đào tạo tốt, có lối giải trí phong phú, lành mạnh, có suy nghĩ tương đối thoáng, đặc biệt có con mắt thẩm mỹ, là mục tiêu của một người đàn ông đích thực.

## Lịch sử
Joseph Epstein đã được ghi nhận cho việc sáng tạo ra thuật ngữ vào năm 1982, mặc dù điều này vẫn còn gây tranh cãi. Từ này đã xuất hiện lần đầu tiên trên số báo tháng 5 năm 1980 của tạp chí Chicago do Dan Rottenberg biên tập. Thuật ngữ đã được truyền bá rộng rãi ở Mỹ khi nhà bình luận viên xuất bản  Bob Greene ra mắt một tác phẩm về một nhóm mạng lưới kinh doanh thành lập năm 1982 bởi cựu lãnh đạo cấp tiến Jerry Rubin, từng hoạt động trong Đảng Thanh niên Quốc tế (các thành viên của đảng được gọi là các "yippie"); Greene cho rằng ông đã nghe những người ở nhóm mạng lưới kinh doanh (gặp mặt ở câu lạc bộ đêm Studio 54 để nghe nhạc cổ điển nhẹ) đùa rằng ông Rubin đã chuyển từ một yippie thành một yuppie. Tác phẩm của Greence có tiêu đề "Từ Yippie đến Yuppie" (From Yippie to Yuppie). Nhà văn hài hước Alice Kahn của tờ Bờ Đông Tốc hành (East Bay Express) đã cho rằng mình đã sáng tạo ra từ này trong một bài báo vào năm 1983. Tuy nhiên tuyên bố đó đã bị gạt bỏ. Sự phát triển của từ này đã bị ảnh hưởng bởi sự ra mắt của cuốn Sổ tay Yuppie (The Yuppie Handbook) vào tháng 1 năm 1983 [một lời nhận xét mỉa mai lấy từ cuốn Sổ tay học sinh tư thục chính thức (The Official Preppy Handbook)] ), sau đó được thượng nghị sĩ Gary Hart sử dụng trong chiến dịch tranh cử với tư cách là một "ứng cử viên yuppie" cho vị trí Tổng thống Mỹ. Thuật ngữ ban đầu đã được dùng để mô tả nhóm cử tri ủng hộ ông cấp tiến về vấn đề xã hội nhưng thủ cựu về vấn đề tài chính. Tạp chí Newsweek đã tuyên bố năm 1984 là "Năm của Yuppie", với mô tả chi tiết mức lương, các loại nghề nghiệp, và quan điểm chính trị về những người "yuppie" là "dân chủ mơ hồ". Từ viết tắt yumpie, cho young upwardly mobile professional, cũng lưu hành trong những năm 1980 nhưng không rộng rãi bằng.
Trong một số báo của tờ Thời báo phố Wall năm 1985, Theressa Kersten của trung tâm SRI International đã mô tả một "phản ứng chống yuppie" bởi những người có hồ sơ nhân khẩu chưa phù hợp bày tỏ sự giận dữ về chiêu bài này: "Các bạn đang nói về một xã hội những người từ chối lập gia đình để làm việc để có đủ tiền trả cho xe SAAB... trở thành một yuppie là trở thành một tạo vật ghê tởm đáng chê trách". Leo Shapiro, một nhà nghiên cứu tiếp thị ở Chicago đã đáp trả lại: "Sự rập khuôn luôn luôn giải quyết việc trở nên kém giá trị. Không quan trọng bạn đang cố gắng thông báo cho những người nông dân, những người Hispanic (gốc Tây Ban Nha) hay những người yuppie, không ai thích bị gói gọn vào một nhóm nào".
Từ này đã mất hầu hết các ý nghĩa chính trị của nó và, đặc biệt sau sự kiện sàn chứng khoán sụp đổ năm 1987, đã thu lại những ý nghĩa tiêu cực của nền kinh tế xã hội mà nó thể hiện ngày nay. Vào ngày 8 tháng 4 năm 1991, tạp chí Time đã tuyên bố sự kết thúc của "yuppie" trong một cáo phó chế nhạo.
Thuật ngữ đã hồi sinh trong những năm 2000 và 2010. Vào tháng 10 năm 2000, David Brooks đã bình luận trong một bài báo của tờ The Weekly Standard rằng Benjamin Franklin – nhờ vào sự giàu có, theo chủ nghĩa thế giới, và cuộc sống xã hội mạo hiểm của ông – chính là "Người khởi nguồn Yuppie của chúng ta" Một bài báo gần đây của tờ Details đã tuyên bố "Sự trở lại của cộng đồng Yuppie", tuyên bố rằng "cộng đồng yuppie của năm 1986 và cộng cộng yuppie của năm 2006 vô cùng giống nhau đến mức không phân biệt được" và rằng "cộng đồng yup" là "một sự thay đổi... nó tìm đường để quay lại tâm hồn người Mỹ". Victor Davis Hanson cũng vừa viết chỉ trích về "những yuppie" trên tờ "National Review".

## Sử dụng bên ngoài nước Mỹ
"Yuppie" đã được sử dụng rộng rải ở Anh từ đầu những năm 1980 trở về trước và từ năm 1987 đã xuất hiện những thuật ngữ đi theo được dùng trên các tờ báo như "yuppiedom", "yuppification", "yuppify" and "yuppie-bashing".
Một bài báo tháng 9 năm 2010 của tờ The Standard đã mô tả những dữ liệu về "danh sách mong muốn của yuppie" ở một khu dân cư tiêu biểu ở Hồng Kông dựa trên một nhóm người từ 28 đến 35 tuổi. Khoảng 58% muốn sở hữu nhà riêng, 40% muốn đầu tư chuyên nghiệp, và 28% muốn trở thành ông chủ. Một bài báo tháng 9 năm 2010 trên tờ "Thời báo New York" đã đưa ra một đặc điểm của "cuộc sống yuppie" ở Nga là việc tập yoga và những yếu tố khác của văn hoá Ấn Độ như trang phục, ẩm thực và đồ đạc.